# Härkäsaari (ö i Kajanaland)
Härkäsaari är en ö i Finland. Den ligger i sjön Vuosanganjärvi och Hyötyjärvi och i kommunen Kuhmo i den ekonomiska regionen  Kehys-Kainuu  och landskapet Kajanaland, i den centrala delen av landet, 500 km nordost om huvudstaden Helsingfors. Öns area är 4,4 hektar och dess största längd är 260 meter i sydöst-nordvästlig riktning.